# Němčice u Netolic

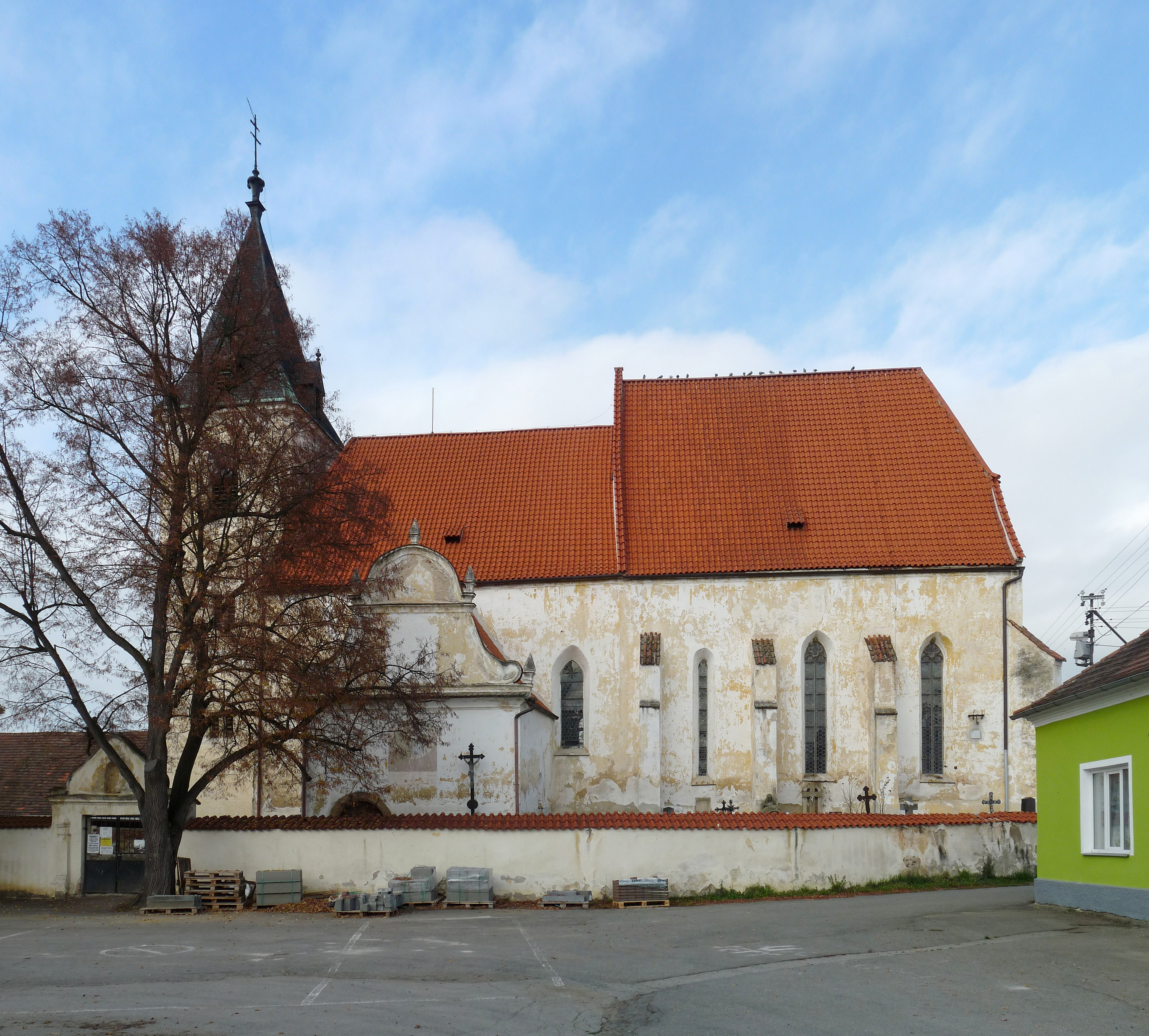
Kirche St. Nikolaus

Němčice (deutsch Niemtschitz) ist eine Gemeinde in Tschechien. Sie liegt sechs Kilometer südöstlich von Netolice und gehört zum Okres Prachatice.

## Geographie

### Lage
Němčice befindet sich nördlich des Blanský les auf einem Höhenzug über dem Budweiser Becken. Südöstlich erhebt sich der Na Středním (441 m), im Südwesten der Na Klínu (451 m). Gegen Nordosten erstreckt sich ein Teichgebiet, der größte der dortigen Teiche ist der Vlhavský rybník. Am Velký Karasín befindet sich ein Naturschutzgebiet.
Nachbarorte sind Hlavatce und Sedlec im Norden, Plástovice, Vlhlavy, Malé Chrášťany und Pištín im Nordosten, Suchá und Češnovice im Osten, Tupesy und Dehtáře im Südosten, Radošovice und Strýčice im Süden, Sedlovice und Zvěřetice im Südwesten, Lužice im Westen sowie Hlodačky und Mahouš im Nordwesten.

### Gemeindegliederung
Die Gemeinde Němčice besteht aus den Ortsteilen Němčice (Niemtschitz) und Sedlovice (Sedlowitz), die zugleich auch Katastralbezirke bilden.

### Nachbargemeinden
| Mahouš     |                                             | Sedlec     |
| Babice     | Kompassrose, die auf Nachbargemeinden zeigt |            |
| Chvalovice |                                             | Radošovice |

## Geschichte
Die erste urkundliche Erwähnung des am mittelalterlichen Handelsweg von Netolice nach Doudleby gelegenen Dorfes erfolgte 1220. Im Jahre 1273 konfiszierte König Ottokar II. Přemysl die Svatomír von Němčice gehörige Herrschaft Němčice mit den Dörfern Němčice, Vlhlavy, Chrášťany und Tupesy wegen schwerer Vergehen und überließ sie dem Kloster Hohenfurth. König Wenzel II. gab Svatomírs Sohn Oneš von Němčice die Herrschaft am 3. Juli 1292 zurück und entschädigte das Zisterzienserkloster mit einem anderen Landstrich östlich von Netolice, dem Strýčicer Sprengel mit der Pfarrkirche in Strýčice, den Dörfern Bory, Dobčice, Holašovice, Lipanovice, Strýčice, Všemily und Záboří sowie den Wäldern an der Vysoká Běta und oberhalb von Habří. Später wurde die Herrschaft Němčice an Nettolitz angeschlossen.
Das Kirchpatronat übten abwechselnd die Herrschaften Nettolitz und Frauenberg aus, betreut wurde die Filialkirche deshalb wechselseitig von Nettolitzer Dechanten und dem Pistiner Pfarrer. Nachdem Adam Franz Karl zu Schwarzenberg nach dem Erlöschen des Fürstenhauses Eggenberg von seiner Tante Marie Ernestine die Allodialherrschaft Nettolitz mit dem Gut Barau geerbt hatte, verband er diese mit Frauenberg. Im Jahr 1723 ließ er die Němčicer Kirche zur Pfarrkirche erheben und das Pfarrhaus errichten.
Im Jahr 1835 bestand Němčice/Niemtschitz aus 28 Häusern mit 175 tschechischsprachigen Einwohnern. Drei der Häuser waren zur Herrschaft Frauenberg untertänig. In Němčice bestanden eine Pfarrkirche, das Pfarrhaus und eine Schule. Němčice war Pfarrort für Mahausch, Sedlowitz (Sedlovice), Swieretitz (Zvěřetice), Klein Groschum (Malé Chrášťany), Tuppes (Tupesy), Wihlaw (Vlhlavy) und Selz. Bis zur Mitte des 19. Jahrhunderts blieb das Dorf der den Fürsten Schwarzenberg gehörigen Allodialherrschaft Nettolitz untertänig.
Nach der Aufhebung der Patrimonialherrschaften bildete Němčice ab 1850 einen Ortsteil der Gemeinde Mahouš in der Bezirkshauptmannschaft Prachatice/Prachatitz. Im Jahre 1878 löste sich Němčice von Mahouš los und bildete eine eigene Gemeinde. Die Freiwillige Feuerwehr bildete sich 1909. Nach dem Münchner Abkommen und der daraus resultierenden Abtrennung des Bezirks Prachatitz verblieb Němčice 1938 bei der „Resttschechei“ und wurde dem Bezirk Písek zugeschlagen. 1948 wurde Sedlovice eingemeindet und die Gemeinde dem neugebildeten Okres Vodňany zugeordnet. Nach dessen Aufhebung wurde Němčice 1960 dem Okres Prachatice zugeordnet und nach Mahouš eingemeindet. 1976 erfolgte die Bildung der Großgemeinde Němčice mit den Eingemeindungen von Babice, Chvalovice und Mahouš. Babice und Chvalovice lösten sich 1990 wieder los, Mahouš im Jahr 1992.

## Sehenswürdigkeiten
- Pfarrkirche St. Nikolaus; sie entstand im 13. Jahrhundert als romanisch-gotischer Bau. In den Jahren 1385–1390, 1515–1521 und 1742 erfolgten Erweiterungen; der Turm wurde 1764 angebaut.
- Nischenkapelle des hl. Wenzel am Straßenabzweig nach Tupesy
- Kapelle in Sedlovice
- Gehöfte im südböhmischen Bauernbarock